# Die Welt als Wille und Vorstellung
Die Welt als Wille und Vorstellung, in het Nederlands De wereld als wil en voorstelling, is het belangrijkste werk van de Duitse filosoof Arthur Schopenhauer. Het verscheen in 1819 en werd in 1844 sterk uitgebreid. Om het werk te kunnen lezen, zo geeft de auteur aan, moet men zich eerst Kants filosofie eigen gemaakt hebben en Schopenhauers werk Über die vierfache Wurzel des Satzes vom zureichenden Grunde hebben gelezen. Bij voorkeur is men daarnaast bekend met het werk van Plato en met de Veda's.
Het eerste deel van het werk valt uiteen in 4 boeken en een appendix. (Het tweede deel bestaat uit aanvullingen.) In het eerste boek wordt Schopenhauers epistemologie uiteengezet. Schopenhauer ziet de wil, die hij overigens negatief invult, als invulling van het kantiaanse Ding an sich: Kant weigert deze notie nader te bepalen (dat kan vanuit zijn filosofie ook niet), maar volgens Schopenhauer is het mogelijk om uiteen te zetten wat de achtergrond van de wereld van de waarnemingen is. Dit verklaart de titel van het werk: de wereld valt uiteen in twee delen, die van de fenomenen en die van de wil. In het tweede boek gaat het om de krachten van de wil.
Het derde boek betreft de esthetica. Volgens Schopenhauer is het mogelijk om tijdelijk aan de verschrikkingen van het leven te ontkomen; dat gebeurt door middel van de kunst, in het bijzonder door middel van de muziek. Het vierde boek gaat over ethiek. Er worden twee soorten gedrag onderscheiden: bevestiging en ontkenning van de wil. Voor Schopenhauer is een door het medelijden gevoede handeling juist. Hij pleit dan ook voor altruïsme. Dit steunt op zijn metafysica: op het niveau van de wil zijn allen een. In zijn tweede hoofdwerk, Die beiden Grundprobleme der Ethik, staat de gedachte dat altruïsme bepalend moet zijn eveneens centraal. Het leven is enigszins dragelijk door gematigd te leven en in te zien dat men zijn verlangens niet kan vervullen.
In de appendix bij het werk geeft hij zijn kritiek weer op Kants filosofie, ook al was Kant voor Schopenhauer een groot voorbeeld.

## De wereld als Wil
Nadat Schopenhauer Kants verdeling accepteert dat er twee niveaus van werkelijkheid zijn, enerzijds de wereld zoals wij ze ervaren (Schopenhauers 'Wereld als Voorstelling') en anderzijds de onderliggende werkelijkheid van het Ding an sich (Schopenhauers 'Wereld als Wil') lijkt het wel dat deze laatste werkelijkheid voor mensen onbereikbaar is. Maar Schopenhauer toont ons een uitweg: de Wil is niet separaat van het lichaam en van onze lichamelijke bewegingen. Schopenhauer zegt dat de Wil zich toont in onze ervaring van de Wil als de macht die we over ons lichaam hebben. We ervaren ons lichaam tegelijk als idee (voorstelling), in de zin dat het een object is dat we in de wereld ontmoeten, en als Wil. Doordat we bewust zijn van ons eigen willen, lichten we iets van de sluier ('Maya') op om een glimp op te vangen van het ding in zichzelf.
Deze Wil die Schopenhauer beschrijft is overigens geen intelligentie. Integendeel: hij werkt blind en richtingloos. Precies dit veroordeelt de mens tot een leven van lijden. Schopenhauer geeft de mens wel hoop, doordat ook de kunst in staat is de sluier op te lichten en de blinde wil - op menselijk vlak te vereenzelvigen met begeerte - even het zwijgen op te leggen.

## Kunst
Kunst neemt een heel belangrijke plaats in binnen Schopenhauers filosofie. De contemplatie van kunst stelt ons volgens hem in staat om even te ontsnappen uit de eindeloze stroom van het willen door middel van de onthechte esthetische beleving. Hier distantieert Schopenhauer zich duidelijk van Plato, die in de kunst slechts een derderangs afbeelding zag van de werkelijkheid. Schopenhauer daarentegen, beweert nu dat kunst ons in staat stelt om die Platoonse Ideeën zuiverder te aanschouwen. Die ervaring kan de esthetische ontmoeting zijn met een subliem tafereel, zoals een prachtige waterval, of een kunstwerk van een geniaal kunstenaar. Beide tillen ons op uit de banale wereld van de fenomenen waar we geen vat op hebben. Deze soort ervaringen zijn belangrijk voor Schopenhauer, omdat ze ons in staat stellen een soort kennis te ontvangen van het ding in zichzelf. Deze kennis is zuiverder, alhoewel niet te vereenzelvigen met de Platoonse Vormen, doordat zij minder subjectief vervormd is.
Muziek verschilt in die zin van andere kunsten dat zij de wereld niet als voorstelling weergeeft. Zij geeft zelfs niets weer, en is desondanks een grote kunst. Schopenhauer plaatst haar zelfs heel hoog in zijn hiërarchie van kunsten, en zegt dat muziek een kopie is van de Wil zelf. Zo geeft droevige of melancholische muziek niet de gevoelens van een particulier persoon weer, maar representeert de meest wezenlijke essentie van 'droevigheid'. Schopenhauer vergelijkt (de macht van) muziek zelfs met onbewuste metafysica.
Door deze belangrijke functie die Schopenhauer aan de kunst toebedeelt, is hij bij uitstek de 'filosoof van de kunstenaars' geworden.

## Nederlandse vertalingen
- Arthur Schopenhauer, De wereld als wil en voorstelling, vertaald door Hans Driessen, ingeleid door Patricia De Martelaere, Wereldbibliotheek, Amsterdam, 1997, 2 dln., 1640 p.
- Arthur Schopenhauer, De wereld een hel, vert. Heleen Pott, 1981 (bloemlezing)
- B.H.C.K. van der Wijck, Uren met Schopenhauer, Baarn, 1913 (bloemlezing)